# 美国空军教育与训练司令部
美国空军教育与训练司令部（Air Education and Training Command，AETC），是美国空军一级司令部之一，成立于1993年7月1日，由原空军训练司令部和空军大学合并而成，总部位于德克萨斯州兰多夫空军基地，2015年降格为中将担任司令。现任司令是布萊恩·S·羅賓遜中将。空军教育训练司令部由48,000名现役军人和14,000名文职人员，拥有飞机约1,600架。